# Mokiiti/Little Moggy Island
Mokiiti/Little Moggy Island ist eine Insel südwestlich von Stewart Island und südlich der Südinsel von Neuseeland.

## Geographie
Die Insel gehört zu einer der fünf Inselgruppen gleichen Namens, die mit Titi/Muttonbird Islands bezeichnet werden. Sie befindet sich in einer Entfernung von rund 8,8 km von der Küste von Stewart Island entfernt. Mokiiti/Little Moggy Islands Nachbarinsel stellt die wesentlich größere, in Minimum 440 m entfernt liegende Mokinui/Big Moggy Island dar. Sie befindet sich westlich bis südwestlich der kleinen Insel.
Mokiiti/Little Moggy Island verfügt über eine Flächenausdehnung von 8,6 Hektar, bei einer Länge von rund 525 m in Nord-Süd-Richtung und einer maximalen Breite von rund 300 m in Ost-West-Richtung. Die höchste Erhebung befindet sich mit etwas über 40 m in der Mitte der Insel.
Rund 7,3 km östlich sind die Inseln der Boat Group zu finden, die ebenfalls Titi/Muttonbird Islands genannt werden, sowie die rund 7,7 km südlich gelegene Inselgruppe mit der mit größten Abstand größten Insel Taukihepa/Big South Cape Island.